# Oostenrijk op de Olympische Zomerspelen 1952
Oostenrijk nam deel aan de Olympische Zomerspelen 1952 in Helsinki, Finland.

## Medailleoverzicht
| Sport     | Olympiër                           | Discipline    | Medaille |
| --------- | ---------------------------------- | ------------- | -------- |
| Kanovaren | Gertrude Liebhart                  | K-1 500m (v)  | Zilver   |
| Kanovaren | Maximilian Raub Herbert Wiedermann | K-2 1000m (m) | Brons    |

## Deelnemers en resultaten

### Atletiek
| Olympiër               | Discipline               | Resultaat | Prestatie                                             |
| ---------------------- | ------------------------ | --------- | ----------------------------------------------------- |
| Rupert Blöch           | 400m (m)                 | 44e       | serie 2: 3de in 49,82                                 |
| Rudolf Haidegger       | 400m (m)                 | 46e       | serie 7: 4de in 50,01                                 |
| Fritz Prossinagg       | 1500m (m)                | 27e       | serie 3: 5de in 3.54,2                                |
| Helmut Perz            | 5000m (m)                | 33e       | serie 1: 11de in 14.57,2                              |
| Kurt Rötzer            | 5000m (m)                | 27e       | serie 3: 10de in 14.49,4                              |
| Helmut Perz            | 10000m (m)               | 27e       | 32.13,2                                               |
| Rudolf Haidegger       | 400m horden (m)          | 26e       | serie 1: 4de in 54,8                                  |
| Helmut Perz            | marathon (m)             | 39e       | 2:45.02                                               |
| Felix Würth            | verspringen (m)          | 15e       | kwalificatie groep B: 8ste met 6,99m                  |
| Felix Würth            | hink-stap-springen (m)   | 31e       | kwalificatie groep B: 15de met 13,65m                 |
| Franz Fritz            | polsstokhoogspringen (m) | DNS       | kwalificatie: niet gestart                            |
| Alois Schwabl          | kogelstoten (m)          | 13e       | kwalificatie: 9de met 15,00m finale: 13de met 14,45m  |
| Hermann Tunner         | discuswerpen (m)         | DNS       | kwalificatie groep B: niet gestart                    |
|                        |                          |           |                                                       |
| Elfriede Steurer       | 100m (v)                 | 40e       | serie 12: 4de in 12,7                                 |
| Helene Bielansky       | 80m horden (v)           | 17e       | serie 4: 4de in 11,8                                  |
| Gertrud Pruschak       | 80m horden (v)           | DNS       | serie 2: niet gestart                                 |
| Elfriede Steurer       | 80m horden (v)           | 14e       | serie 6: 4de in 11,4                                  |
| Feodora, Gräfin Schenk | hoogspringen (v)         | 6e        | 1,58m                                                 |
| Berta Sablatnig        | hoogspringen (v)         | DNS       | niet gestart                                          |
| Lotte Haidegger        | kogelstoten (v)          | DNS       | kwalificatie: niet gestart                            |
| Lotte Haidegger        | discuswerpen (v)         | 5e        | kwalificatie: 9de met 39,54m finale: 5de met 43,49m   |
| Frieda Tiltsch         | discuswerpen (v)         | 18e       | kwalificatie: 10de met 39,47m finale: 18de met 27,84m |
| Herma Bauma            | speerwerpen (v)          | 9e        | kwalificatie: 7de met 43,07m finale: 9de met 42,54m   |
| Gerda Staniek          | speerwerpen (v)          | DNF       | kwalificatie: geen geldige poging                     |

### Boksen
| Olympiër         | Discipline | Resultaat | Prestatie                                                                |
| ---------------- | ---------- | --------- | ------------------------------------------------------------------------ |
| Gerhard Engstler | -51kg (m)  | DNS       | niet gestart                                                             |
| Alfred Zima      | -51kg (m)  | 9e        | 1ste ronde: W van PUR Lugo: 2-1 2de ronde: V van USA Brooks: 0-3         |
| Peter Budinsky   | -60kg (m)  | DNS       | niet gestart                                                             |
| Leo Potesil      | -60kg (m)  | 9e        | 1ste ronde: W van KOR Ju: 3-0 2de ronde: V van ARG Bonetti: 0-3          |
| Otto Brousil     | -71kg (m)  | DNS       | niet gestart                                                             |
| Josef Hamberger  | -71kg (m)  | 9e        | 1ste ronde: W van SAA Rammo: 3-0 2de ronde: V van ARG Herrera: knock-out |
| J. Oppolzer      | -81kg (m)  | DNS       | niet gestart                                                             |
| Franz Pfitscher  | -81kg (m)  | 9e        | 1ste ronde: vrij 2de ronde: V van POL Grzelak: 0-3                       |

### Gewichtheffen
| Olympiër        | Discipline  | Resultaat | Prestatie                                                                                |
| --------------- | ----------- | --------- | ---------------------------------------------------------------------------------------- |
| Josef Tauchner  | -67,5kg (m) | 17e       | drukken: 19de met 90kg trekken: 18de met 92,5kg stoten: 10de met 125kg totaal: 307,5kg   |
| Emmerich Bauer  | -75kg (m)   | 14e       | drukken: 13de met 100kg trekken: 14de met 102,5kg stoten: 13de met 135kg totaal: 337,5kg |
| Wilhelm Flenner | -82,5kg (m) | 14e       | drukken: 18de met 100kg trekken: 11de met 110kg stoten: 14de met 142,5kg totaal: 352,5kg |
| Franz Hölbl     | +90kg (m)   | 8e        | drukken: 10de met 115kg trekken: 6de met 117,5kg stoten: 5de met 155kg totaal: 387,5kg   |

### Hockey
| Olympiër | Discipline | Resultaat | Prestatie |
| --- | ---------- | --------- | --- |
| Alfred Knoll Ernst Schala Franz Strachota Johann Koller Josef Matz Josef Pecanka Josef Schimmer Karl Holzapfel Kurt Dvorak Robert Pecanka Walter Kaitna Franz Raule Hermann Knoll | mannen     | 7e        | voorronde: W van Zwitserland: 2-1 kwartfinale: V van India: 0-4 5-12de plek: W van Italië: 2-0 5-8ste plek: V van Duitsland: 1-2 |

### Kanovaren
| Olympiër                      | Discipline     | Resultaat | Prestatie                                     |
| ----------------------------- | -------------- | --------- | --------------------------------------------- |
| Kurt Liebhart Engelbert Lulla | C-2 1000m (m)  | 6e        | serie 2: 2de in 4.40,2 finale: 6de in 4.55,8  |
| Herbert Schreiner             | K-1 1000m (m)  | 11e       | serie 3: 5de in 4.22,9                        |
| Alfred Schmidtberger          | K-1 10000m (m) | 9e        | 49.45,6                                       |
| Max Raub Herbert Wiedermann   | K-2 1000m (m)  | Brons     | serie 2: 1ste in 3.55,2 finale: 3de in 3.51,4 |
| Max Raub Herbert Wiedermann   | K-2 10000m (m) | 4e        | 44.29,1                                       |
|                               |                |           |                                               |
| Gertrude Liebhart             | K-1 500m (v)   | Zilver    | serie 1: 2de in 2.20,6 finale: 2de in 2.18,8  |

### Roeien
| Olympiër                                                          | Discipline      | Resultaat | Prestatie                                                                        |
| ----------------------------------------------------------------- | --------------- | --------- | -------------------------------------------------------------------------------- |
| Kurt Marz Alexander Mitterhuber Adolf Scheithauer Johann Geiszler | vier-zonder (m) | 11e       | serie 4: 2de in 6.44,1 halve finale 1: 3de in 7.02,4 herkansingen: 3de in 6.48,5 |

### Schermen
| Olympiër                                                          | Discipline     | Resultaat | Prestatie |
| ----------------------------------------------------------------- | -------------- | --------- | --- |
| Hubert Loisel                                                     | floret (m)     | DNS       | niet gestart |
| Heinz Lechner                                                     | sabel (m)      | 8e        | 1ste ronde groep 1: 1ste met 6 overwinningen kwartfinale 3: 2de met 5 overwinningen halve finale 1: 1ste met 4 overwinningen finale: 8ste                                   |
| Hubert Loisel                                                     | sabel (m)      | 10e       | 1ste ronde groep 3: 2de met 4 overwinningen kwartfinale 5: 4de met 4 overwinningen halve finale 2: 4de met 2 overwinningen                                                  |
| Werner Plattner                                                   | sabel (m)      | 5e        | 1ste ronde groep 2: 4de met 4 overwinningen kwartfinale 2: 2de met 5 overwinningen halve finale 3: 2de met 3 overwinningen finale: 5de                                      |
| Heinz Putzl                                                       | sabel (m)      | DNS       | niet gestart |
| Werner Plattner Heinz Putzl Hubert Loisel Heinz Lechner Paul Kerb | sabel team (m) | 5e        | 1ste ronde groep 2: 1ste W van Venezuela: 13-3 kwartfinale 2: 1ste W van Denemarken: 13-3 halve finale 1: 3de V van Hongarije: 4-12 V van Frankrijk: 6-10 W van België: 9-7 |
|                                                                   |                |           | |
| Fritzi Filz                                                       | floret (v)     | 14e       | 1ste ronde groep 6: 4de met 3 overwinningen kwartfinale 3: 3de met 2 overwinningen halve finale 2: 7de met 1 overwinning                                                    |
| Grete Kunz                                                        | floret (v)     | 15e       | 1ste ronde groep 3: 1ste met 4 overwinningen kwartfinale 1: 4de met 2 overwinningen halve finale 1: 8ste met 1 overwinning                                                  |
| Ellen Müller-Preis                                                | floret (v)     | 11e       | 1ste ronde groep 5: 2de met 3 overwinningen kwartfinale 4: 3de met 3 overwinningen halve finale 1: 6de met 3 overwinningen                                                  |

### Schietsport
| Olympiër             | Discipline                 | Resultaat | Prestatie                  |
| -------------------- | -------------------------- | --------- | -------------------------- |
| Siegfried Gurschler  | 50m geweer 3 houdingen (m) | 17e       | 1145 punten: (367-382-396) |
| Wilhelm Sachsenmaier | 50m geweer 3 houdingen (m) | 19e       | 1140 punten: (356-388-396) |
| Siegfried Gurschler  | 50m geweer liggend (m)     | 18e       | 396 punten: (99-100-99-98) |
| Wilhelm Sachsenmaier | 50m geweer liggend (m)     | 23e       | 396 punten: (99-98-99-100) |
| Laszlo Szapáry       | trap (m)                   | 22e       | 178 punten: (87-91)        |

### Schoonspringen
| Olympiër        | Discipline    | Resultaat | Prestatie                         |
| --------------- | ------------- | --------- | --------------------------------- |
| Franz Worisch   | 3m plank (m)  | 10e       | voorronde: 10de met 67,18 punten  |
| Julius Janowsky | 10m toren (m) | 24e       | voorronde: 24ste met 62,65 punten |
| Kurt Liederer   | 10m toren (m) | 27e       | voorronde: 27ste met 60,21 punten |
| Franz Worisch   | 10m toren (m) | 22e       | voorronde: 22ste met 63,02 punten |
|                 |               |           |                                   |
| Eva Pfarrhofer  | 10m toren (v) | 9e        | voorronde: 9de met 40,26 punten   |

### Turnen
| Olympiër | Discipline                              | Resultaat | Prestatie     |
| --- | --------------------------------------- | --------- | ------------- |
| Friedrich Fetz | brug (m)                                | 182e      | 8,40 punten   |
| Hans Friedrich | brug (m)                                | 54e       | 18,20 punten  |
| Wolfgang Girardi | brug (m)                                | 49e       | 18,30 punten  |
| Paul Grubenthal | brug (m)                                | 100e      | 17,60 punten  |
| Franz Kempter | brug (m)                                | 74e       | 17,90 punten  |
| Hans Sauter | brug (m)                                | 23e       | 18,75 punten  |
| Willi Welt | brug (m)                                | 40e       | 18,45 punten  |
| Ernst Wister | brug (m)                                | 52e       | 18,25 punten  |
| Friedrich Fetz | paard voltige (m)                       | 162e      | 12,25 punten  |
| Hans Friedrich | paard voltige (m)                       | 69e       | 17,55 punten  |
| Wolfgang Girardi | paard voltige (m)                       | 125e      | 15,25 punten  |
| Paul Grubenthal | paard voltige (m)                       | 120e      | 15,40 punten  |
| Franz Kempter | paard voltige (m)                       | 49e       | 17,95 punten  |
| Hans Sauter | paard voltige (m)                       | 6e        | 19,15 punten  |
| Willi Welt | paard voltige (m)                       | 87e       | 17,10 punten  |
| Ernst Wister | paard voltige (m)                       | 84e       | 17,20 punten  |
| Friedrich Fetz | rekstok (m)                             | 122e      | 16,25 punten  |
| Hans Friedrich | rekstok (m)                             | 184e      | 4,00 punten   |
| Wolfgang Girardi | rekstok (m)                             | 51e       | 18,20 punten  |
| Paul Grubenthal | rekstok (m)                             | 73e       | 17,65 punten  |
| Franz Kempter | rekstok (m)                             | 92e       | 17,20 punten  |
| Hans Sauter | rekstok (m)                             | 29e       | 18,70 punten  |
| Willi Welt | rekstok (m)                             | 137e      | 15,70 punten  |
| Ernst Wister | rekstok (m)                             | 63e       | 17,85 punten  |
| Friedrich Fetz | ringen (m)                              | 154e      | 15,30 punten  |
| Hans Friedrich | ringen (m)                              | 183e      | 7,75 punten   |
| Wolfgang Girardi | ringen (m)                              | 104e      | 17,15 punten  |
| Paul Grubenthal | ringen (m)                              | 168e      | 14,10 punten  |
| Franz Kempter | ringen (m)                              | 148e      | 15,55 punten  |
| Hans Sauter | ringen (m)                              | 32e       | 18,60 punten  |
| Willi Welt | ringen (m)                              | 137e      | 15,90 punten  |
| Ernst Wister | ringen (m)                              | 77e       | 17,85 punten  |
| Friedrich Fetz | sprong (m)                              | 107e      | 17,70 punten  |
| Hans Friedrich | sprong (m)                              | 70e       | 18,25 punten  |
| Wolfgang Girardi | sprong (m)                              | 9e        | 18,85 punten  |
| Paul Grubenthal | sprong (m)                              | 44e       | 18,40 punten  |
| Franz Kempter | sprong (m)                              | 123e      | 17,40 punten  |
| Hans Sauter | sprong (m)                              | 54e       | 18,35 punten  |
| Willi Welt | sprong (m)                              | 40e       | 18,45 punten  |
| Ernst Wister | sprong (m)                              | 114e      | 17,60 punten  |
| Friedrich Fetz | vloer (m)                               | 134e      | 16,20 punten  |
| Hans Friedrich | vloer (m)                               | 185e      | 6,10 punten   |
| Wolfgang Girardi | vloer (m)                               | 112e      | 16,75 punten  |
| Paul Grubenthal | vloer (m)                               | 126e      | 16,35 punten  |
| Franz Kempter | vloer (m)                               | 161e      | 14,90 punten  |
| Hans Sauter | vloer (m)                               | 71e       | 17,60 punten  |
| Willi Welt | vloer (m)                               | 125e      | 16,40 punten  |
| Ernst Wister | vloer (m)                               | 47e       | 18,05 punten  |
| Friedrich Fetz | individiuele meerkamp (m)               | 168e      | 86,10 punten  |
| Hans Friedrich | individiuele meerkamp (m)               | 180e      | 71,85 punten  |
| Wolfgang Girardi | individiuele meerkamp (m)               | 74e       | 104,50 punten |
| Paul Grubenthal | individiuele meerkamp (m)               | 112e      | 99,50 punten  |
| Franz Kempter | individiuele meerkamp (m)               | 101e      | 100,90 punten |
| Hans Sauter | individiuele meerkamp (m)               | 22e       | 111,15 punten |
| Willi Welt | individiuele meerkamp (m)               | 95e       | 102,00 punten |
| Ernst Wister | individiuele meerkamp (m)               | 61e       | 106,80 punten |
| Hans Sauter Ernst Wister Wolfgang Girardi Willi Welt Franz Kempter Paul Grubenthal Friedrich Fetz Hans Friedrich            | meerkamp team (m)                       | 11e       | 535,40 punten |
| |                                         |           |               |
| Gertrude Barosch | balk (v)                                | 107e      | 16,19 punten  |
| Gerti Fesl | balk (v)                                | 79e       | 16,96 punten  |
| Trude Gollner-Kolar | balk (v)                                | 90e       | 16,73 punten  |
| Gertrude Gries | balk (v)                                | 98e       | 16,36 punten  |
| Hildegard Grill | balk (v)                                | 114e      | 15,73 punten  |
| Ida Kadletz | balk (v)                                | 97e       | 16,46 punten  |
| Edeltraud Schramm | balk (v)                                | 92e       | 16,62 punten  |
| Hedwig Traindl | balk (v)                                | 77e       | 17,02 punten  |
| Gertrude Barosch | brug (v)                                | 88e       | 16,63 punten  |
| Gerti Fesl | brug (v)                                | 66e       | 17,23 punten  |
| Trude Gollner-Kolar | brug (v)                                | 83e       | 16,80 punten  |
| Gertrude Gries | brug (v)                                | 56e       | 17,39 punten  |
| Hildegard Grill | brug (v)                                | 112e      | 15,76 punten  |
| Ida Kadletz | brug (v)                                | 60e       | 17,33 punten  |
| Edeltraud Schramm | brug (v)                                | 96e       | 16,36 punten  |
| Hedwig Traindl | brug (v)                                | 100e      | 16,22 punten  |
| Gertrude Barosch | sprong (v)                              | 65e       | 17,76 punten  |
| Gerti Fesl | sprong (v)                              | 107e      | 16,76 punten  |
| Trude Gollner-Kolar | sprong (v)                              | 73e       | 17,66 punten  |
| Gertrude Gries | sprong (v)                              | 101e      | 17,06 punten  |
| Hildegard Grill | sprong (v)                              | 123e      | 15,59 punten  |
| Ida Kadletz | sprong (v)                              | 44e       | 18,06 punten  |
| Edeltraud Schramm | sprong (v)                              | 118e      | 15,76 punten  |
| Hedwig Traindl | sprong (v)                              | 98e       | 17,19 punten  |
| Gertrude Barosch | vloer (v)                               | 79e       | 17,29 punten  |
| Gerti Fesl | vloer (v)                               | 67e       | 17,50 punten  |
| Trude Gollner-Kolar | vloer (v)                               | 88e       | 17,06 punten  |
| Gertrude Gries | vloer (v)                               | 121e      | 16,26 punten  |
| Hildegard Grill | vloer (v)                               | 123e      | 16,16 punten  |
| Ida Kadletz | vloer (v)                               | 37e       | 17,89 punten  |
| Edeltraud Schramm | vloer (v)                               | 103e      | 16,76 punten  |
| Hedwig Traindl | vloer (v)                               | 59e       | 17,59 punten  |
| Gertrude Barosch | individuele meerkamp (v)                | 81e       | 67,87 punten  |
| Gerti Fesl | individuele meerkamp (v)                | 71e       | 68,45 punten  |
| Trude Gollner-Kolar | individuele meerkamp (v)                | 75e       | 68,25 punten  |
| Gertrude Gries | individuele meerkamp (v)                | 91e       | 67,07 punten  |
| Hildegard Grill | individuele meerkamp (v)                | 120e      | 63,24 punten  |
| Ida Kadletz | individuele meerkamp (v)                | 56e       | 69,74 punten  |
| Edeltraud Schramm | individuele meerkamp (v)                | 105e      | 65,50 punten  |
| Hedwig Traindl | individuele meerkamp (v)                | 77e       | 68,02 punten  |
| Ida Kadletz Gerti Fesl Trude Gollner-Kolar Hedwig Traindl Gertrude Barosch Gertrude Gries Edeltraud Schramm Hildegard Grill | meerkamp team (v)                       | 10e       | 477,80 punten |
| Ida Kadletz Gerti Fesl Trude Gollner-Kolar Hedwig Traindl Gertrude Barosch Gertrude Gries Edeltraud Schramm Hildegard Grill | meerkamp team draagbaar gereedschap (v) | 9e        | 68,40 punten  |

### Voetbal
| Olympiër | Discipline | Resultaat | Prestatie                                                                     |
| --- | ---------- | --------- | ----------------------------------------------------------------------------- |
| Toni Krammer Anton Wolf Erich Stumpf Franz Feldinger Fritz Nikolai Herbert Grohs Hermann Hochleitner Josef Walter Robert Fendler Walter Kollmann Otto Gollnhuber Friedrich Csulen Ernst Kolar Rudolf Krammer Harry Rauch Hermann Sühs Hans Arnold A. Rouschal Johann Weiß Erwin Theuerweckl | mannen     | 5e        | voorronde: vrij 1ste ronde: W van Finland: 4-3 kwartfinale: V van Zweden: 1-3 |

### Waterpolo
| Olympiër | Discipline | Resultaat | Prestatie |
| --- | ---------- | --------- | --- |
| Jörg Reichel Julius Depaoli Johann Liebenberger Erich Bohuslav Rudolf Styskalik Franz Zigon Heinrich Krumpfholz Ernst Endl Anton Kunz Hellmut Theimer August Gebhard | mannen     | 13e       | voorronde: V van Groot-Brittannië: 3-5 W van Australië: 6-0 groep A: 4de V van Italië: 1-8 G van Groot-Brittannië: 3-3 V van Verenigde Staten: 1-4 |

| Groep A |                  |             |             |             |             |            |            |            |        |
| №       | Land             | Wedstrijden | Wedstrijden | Wedstrijden | Wedstrijden | Doelpunten | Doelpunten | Doelpunten | Punten |
| №       | Land             | G           | W           | G           | V           | V          | T          | Saldo      | Punten |
| 1       | Italië           | 3           | 3           | 0           | 0           | 17         | 8          | +9         | 6      |
| 2       | Verenigde Staten | 3           | 2           | 0           | 1           | 16         | 9          | +7         | 4      |
| 3       | Groot-Brittannië | 3           | 0           | 1           | 2           | 9          | 15         | -6         | 1      |
| 4       | Oostenrijk       | 3           | 0           | 1           | 2           | 5          | 15         | -10        | 1      |

| Ronde      | Plaats           | Land | Score      | Land |
| ---------- | ---------------- | ---- | ---------- | ---- |
| Groepsfase |                  |      |            |      |
| Helsinki   | Italië           | 8-1  | Oostenrijk |      |
| Helsinki   | Groot-Brittannië | 3-3  | Oostenrijk |      |
| Helsinki   | Verenigde Staten | 4-1  | Oostenrijk |      |

### Wielersport
| Olympiër                                     | Discipline            | Resultaat | Prestatie                                 |
| Baan                                         | Baan                  | Baan      | Baan                                      |
| -------------------------------------------- | --------------------- | --------- | ----------------------------------------- |
| Kurt Nemetz                                  | sprint (m)            | 13e       | 1ste ronde serie 2: 2de herkansingen: 2de |
| Kurt Nemetz                                  | tijdrit (m)           | 21e       | 1.17,5                                    |
| Weg                                          |                       |           |                                           |
| Walter Bortel                                | wegwedstrijd (m)      | DNF       | niet gefinisht                            |
| Arthur Mannsbarth                            | wegwedstrijd (m)      | DNF       | niet gefinisht                            |
| Franz Wimmer                                 | wegwedstrijd (m)      | DNF       | niet gefinisht                            |
| Walter Bortel Arthur Mannsbarth Franz Wimmer | wegwedstrijd team (m) | DNF       | niet gefinisht                            |

### Worstelen
| Olympiër             | Discipline     | Resultaat      | Prestatie |
| Grieks-Romeins       | Grieks-Romeins | Grieks-Romeins | Grieks-Romeins |
| -------------------- | -------------- | -------------- | --- |
| Franz Brunner        | -52kg (m)      | 13e            | 1ste ronde: V van SWE Johansson: 0-3 2de ronde: V van ROU Pîrvulescu: 0-3                                                             |
| Bartl Brötzner       | -62kg (m)      | 5e             | 1ste ronde: W van BEL Claes: 3-0 2de ronde: W van YUG Torma: 2-1 3de ronde: W van SWE Håkansson: 3-0 3de ronde: V van ITA Trippa: 0-3 |
| Gottfried Anglberger | -73kg (m)      | 11e            | 1ste ronde: V van FRA Chesneau: 0-3 2de ronde: W van LUX Freylinger: 3-0 3de ronde: V van LIB Taha: 0-3                               |

### Zeilen
| Olympiër                       | Discipline | Resultaat | Prestatie                         |
| ------------------------------ | ---------- | --------- | --------------------------------- |
| Wolfgang Erndl                 | finn       | 5e        | 4273 punten: (DSQ-4-9-16-4-15-3)  |
| Harald Musil Harald Fereberger | star       | 14e       | 2260 punten: (16-15-18-8-13-8-14) |

### Zwemmen
| Olympiër             | Discipline          | Resultaat | Prestatie              |
| -------------------- | ------------------- | --------- | ---------------------- |
| Peter Steinwender    | 400m vrije slag (m) | 15e       | serie 4: 4de in 5.03,6 |
| Helmut Koppelstätter | 100m rugslag (m)    | 28e       | serie 2: 4de in 1.11,9 |
|                      |                     |           |                        |
| Ilse Albert          | 200m schoolslag (v) | 24e       | serie 1: 5de in 3.12,5 |

Argentinië · Australië · Bahama's · België · Bermuda · Birma · Brazilië · Brits-Guiana · Bulgarije · Canada · Ceylon · Chili · China · Cuba · Denemarken · Duitsland · Egypte · Filipijnen · Finland · Frankrijk · Goudkust · Griekenland · Groot-Brittannië · Guatemala · Hongarije · Hongkong · Ierland · IJsland · India · Indonesië · Iran · Israël · Italië · Jamaica · Japan · Joegoslavië · Libanon · Liechtenstein · Luxemburg · Mexico · Monaco · Nederland · Nederlandse Antillen · Nieuw-Zeeland · Nigeria · Noorwegen · Oostenrijk · Pakistan · Panama · Polen · Portugal · Puerto Rico · Roemenië · Saarland · Singapore ·  Sovjet-Unie · Spanje · Thailand · Trinidad en Tobago · Tsjecho-Slowakije · Turkije · Uruguay · Venezuela · Verenigde Staten · Vietnam · Zuid-Afrika · Zuid-Korea · Zweden · Zwitserland